# Contracaecum saba
Contracaecum saba är en rundmaskart. Contracaecum saba ingår i släktet Contracaecum och familjen Anisakidae. Inga underarter finns listade i Catalogue of Life.